# Valerita (paroisse civile)
Pour les articles homonymes, voir Valerita.
Valerita est l'une des cinq paroisses civiles de la municipalité de Miranda dans l'État de Trujillo au Venezuela. Sa capitale est Valerita.